# Dhrosiá (ort i Grekland)
Dhrosiá (Drosia) är en ort i Grekland.   Den ligger i prefekturen Nomós Evvoías och regionen Grekiska fastlandet, i den östra delen av landet, 60 km norr om huvudstaden Aten. Dhrosiá ligger 25 meter över havet och antalet invånare är 5 020.
Terrängen runt Dhrosiá är platt åt nordost, men åt sydväst är den kuperad. Havet är nära Dhrosiá norrut. Runt Dhrosiá är det ganska tätbefolkat, med 54 invånare per kvadratkilometer. Närmaste större samhälle är Chalkída, 5,3 km öster om Dhrosiá. 